# Tera Patrick
Tera Patrick (ur. 25 lipca 1976 w Great Falls) – amerykańska aktorka filmów pornograficznych.

## Życiorys

### Wczesne lata

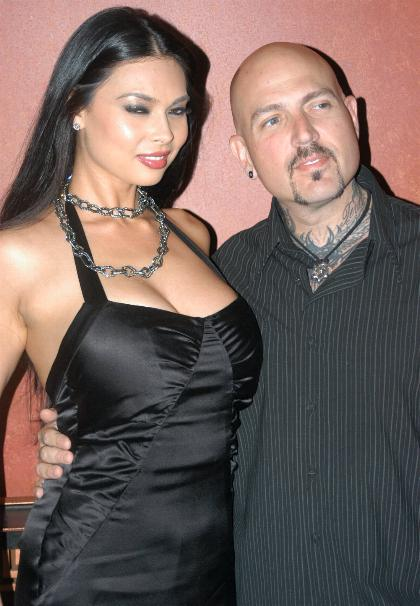
Tera Patrick i Evan Seinfeld (2007)

Urodziła się jako Linda Ann Hopkins w Great Falls w stanie Montana. Swój egzotyczny wygląd zawdzięcza pochodzącej z Tajlandii matce. Jej ojciec David Hopkins był angielskiego, irlandzkiego i holenderskiego pochodzenia i pracował jako lekarz United States Army. Wkrótce jej rodzina przeniosła się do San Francisco w Kalifornii. Kiedy miała 10 lat, jej matka opuściła rodzinę, aby wrócić do Tajlandii. Wychowywana była przez ojca w pobliżu San Francisco.
W wieku 13 lat, spacerując wokół Fisherman’s Wharf w San Francisco, została odkryta przez łowcę talentów. Przeprowadziła się do Nowego Jorku, gdzie zawarła kontrakt z prestiżową agencją Ford Models i spędziła pięć lat jako modelka. Mając 14 lat, współpracowała z japońską agencją Barbizon School of Modeling w Tokio, gdzie sięgnęła po diazepam i szampana oraz straciła dziewictwo z fotografem. Uzależniona też od alkoholu, spędziła czas na zakupach z czakami. Kiedy jej ojciec dowiedział się o tym, zawiadomił biuro, wykazując, że była niepełnoletnia. Jako 16-latka została odesłana do Stanów Zjednoczonych.
Uczęszczała do American Institute of Health Technology. W wieku 18 lat zdobyła GED, krótko studiowała na wydziale mikrobiologii na Boise State University w Boise w stanie Idaho. Następnie otrzymała certyfikat sanitariusza z lokalnej szkoły zawodowej. Chociaż znalazła pracę jako pielęgniarka, zdecydowała się na powrót do kariery fotomodelki topless.

### Kariera
W roku 1999 wystąpiła w kilku produkcjach B&D. Jej zdjęcia ukazały się w magazynach: „Playboy” i „Penthouse”. W grudniu 2002 zerwała z Digital Playground i złożyła pozew, w którym oskarżyła firmę o niezapłacenie jej za udział w filmach. Digital Playground złożyła kontrpozew, w którym oświadczyła, że ma wyłączne prawa do nazwy Tera Patrick, a ona sama jest związana z Digital Playground na mocy kontraktu aż do 15 stycznia 2007.
16 grudnia 2003 Patrick podpisała dwuletni kontrakt z firmą Vivid Video, który zobowiązywał ją do wystąpienia w co najmniej trzech produkcjach. W latach 2007–2009 ogłoszona została ulubioną gwiazdą roku magazynu „Genesis”.
Wzięła udział w teledysku „I Can’t Move” (2000) Everlasta, a także przygodowej komedii romantycznej Fast Lane to Vegas (2000), komedii Soul Plane: Wysokie loty (Soul Plane, 2004), filmie dokumentalnym Fuck (2005), komedii Ostrza chwały (Blades of Glory, 2007) z Willem Ferrellem, programie WE Secret Lives of Women (2008), grze komputerowej Saints Row 2 (2008), komedii Live Nude Girls (2014) i francuskim filmie dokumentalnym Pornocratie: Les nouvelles multinationales du sexe (2017).
W 2002 została umieszczona na trzydziestym pierwszym miejscu na liście 50. największych gwiazd branży porno wszech czasów przez periodyk Adult Video News.
W marcu 2013 zajęła szóste miejsce w rankingu „Najlepsze aktorki porno wszech czasów” (Las mejores actrices porno de todos los tiempos), ogłoszonym przez hiszpański portal 20minutos.es.

### Życie prywatne
Poza planem filmowym spotykała się z aktorami porno takim jak Evan Stone, Erik Everhard, Jean Valjean (2006), Mark Davis, Nacho Vidal, Randy Spears (2000) i Tommy Gunn (2005). Od listopada 2002 roku spotykała się z Evanem Seinfeldem, basistą grupy Biohazard i Jaz Hoyt z serialu Oz (1998–2003), którego poślubiła 9 stycznia 2004 w Las Vegas. Oboje wzięli udział w nagraniu dwóch filmów dla Vivid Video. Jednak 30 września 2009 para rozwiodła się.
W 2010 związała się z Tonym Acostą Jr., hollywoodzkim specjalistą od efektów specjalnych, znanym z pracy nad filmem 300, Świt żywych trupów i Człowiek ze stali. Mają córkę (ur. 25 lutego 2012).

## Nagrody i nominacje
| Rok  | Nagroda                     | Kategoria                                              | Film                                                                                                   | Rezultat  |
| ---- | --------------------------- | ------------------------------------------------------ | --- | --------- |
| 2000 | Hot d’Or Award (Cannes)     | Najlepsza nowa gwiazdka                                | – | Wygrana   |
| 2000 | NightMoves Award            | Najlepsza nowa gwiazdka (wybór redakcji)               | – | Wygrana   |
| 2001 | Hot d’Or Award (Cannes)     | Najlepsza aktorka amerykańska                          | Suzie w Crossroads (1999), reż. Brad Armstrong                                                         | Wygrana   |
| 2001 | XRCO Award                  | Najlepsza nowa gwiazdka                                | – | Wygrana   |
| 2001 | NightMoves Award            | Najlepsza aktorka (wybór fanów)                        | – | Wygrana   |
| 2001 | AVN Award                   | Najlepsza nowa gwiazdka                                | – | Wygrana   |
| 2001 | AVN Award                   | Najlepsza aktorka – wideo                              | jako Georgine James w Sex Island (1999), reż. Nicholas Steele                                          | Nominacja |
| 2002 | AVN Award                   | Najlepsza złośliwa wykonawczyni – wideo                | Island Fever (2001), reż. Joone                                                                        | Nominacja |
| 2002 | Venus Award                 | Najlepsza aktorka amerykańska                          | Forbideen Tales (2001), reż. Joone                                                                     | Wygrana   |
| 2004 | F.O.X.E.                    | Faworytka fanów                                        | – | Wygrana   |
| 2005 | F.O.X.E.                    | Faworytka fanów                                        | – | Wygrana   |
| 2006 | F.O.X.E.                    | Faworytka fanów                                        | – | Wygrana   |
| 2006 | Temptation Award            | Najlepsza aktorka                                      | – | Wygrana   |
| 2006 | Temptation Award            | Najlepsze nowe studio – Teravision                     | – | Wygrana   |
| 2006 | XRCO Award                  | Mainstream Adult Media Favorite                        | – | Nominacja |
| 2007 | F.A.M.E. Awards             | Ulubiona gwiazdka                                      | Desperate (2005), reż. Paul Thomas                                                                     | Wygrana   |
| 2007 | Adam Film World Guide Award | Crossoverowa wykonawczyni roku                         | – | Wygrana   |
| 2007 | Eroticline Award            | Udana występująca bizneswoman roku (USA)               | – | Wygrana   |
| 2007 | NightMoves Hall of Fame     | –                                                      | – | Wygrana   |
| 2008 | F.A.M.E. Awards             | Ulubiona gwiazdka                                      | – | Wygrana   |
| 2008 | Urban Spice Award           | Crossoverowa wykonawczyni                              | – | Nominacja |
| 2009 | AVN Award                   | AVN Hall of Fame                                       | – | Wygrana   |
| 2009 | F.A.M.E. Awards             | Ulubiona gwiazda strony internetowej – TeraPatrick.com | – | Wygrana   |
| 2009 | F.A.M.E. Awards             | Ulubiona gwiazdka                                      | – | Wygrana   |
| 2009 | XBIZ Award                  | Crossoverowa gwiazda roku                              | – | Wygrana   |
| 2009 | XBIZ Award                  | ASACP Service Recognition Award                        | – | Wygrana   |
| 2010 | AVN Award                   | Najlepsza scena seksu pary                             | Seks w niebezpiecznych miejscach (Sex in Dangerous Places, 2009), reż. Paul Thomas z Evanem Seinfeldem | Nominacja |
| 2013 | AVN Award                   | Najlepsza aktorka nie występująca w scenie seksu       | jako Trench w This Ain’t The Expendables XXX (2012), reż. Axel Braun                                   | Nominacja |
| 2013 | XBIZ Award                  | Najlepsza aktorka nie występująca w scenie seksu       | jako Trench w This Ain’t The Expendables XXX (2012), reż. Axel Braun                                   | Nominacja |
| 2013 | Nightmoves                  | Best Ink                                               | – | Nominacja |
| 2014 | XRCO Award                  | Hall of Fame                                           | – | Wygrana   |

## Filmografia
| Rok  | Tytuł                                                                      | Rola                | Reżyser                     |
| ---- | -------------------------------------------------------------------------- | ------------------- | --------------------------- |
| 2003 | Fluffy Cumsalot, Porn Star (film dokumentalny)                             | w roli samej siebie | Nathan S. Garfinkel         |
| 2004 | Porno Valley(serial dokumentalny)                                          | w roli samej siebie | Q. Allan Brocka, Dave Hills |
| 2004 | Thinking XXX (film dokumentalny)                                           | w roli samej siebie | Timothy Greenfield-Sanders  |
| 2005 | Fuck (film dokumentalny)                                                   | w roli samej siebie | Steve Anderson              |
| 2009 | Naked Ambition: An R Rated Look at an X Rated Industry (film dokumentalny) | w roli samej siebie | Michael Grecco              |
| 2014 | Live Nude Girls                                                            | Nancy               | Jay Leggett                 |

## Publikacje
- Sinner Takes All: A Memoir of Love and Porn, 2011, Avery, ISBN 978-1-59240-607-4.